# Bulusan
Bulusan è una municipalità di quinta classe delle Filippine, situata nella Provincia di Sorsogon, nella regione di Bicol.
Bulusan è formata da 24 baranggay:
- Bagacay
- Central (Pob.)
- Cogon
- Dancalan
- Dapdap (Pob.)
- Lalud
- Looban (Pob.)
- Mabuhay (Pob.)
- Madlawon (Pob.)
- Poctol (Pob.)
- Porog
- Sabang (Pob.)

- Salvacion
- San Antonio
- San Bernardo
- San Francisco
- San Isidro
- San Jose
- San Rafael
- San Roque
- San Vicente (Buhang)
- Santa Barbara
- Sapngan (Pob.)
- Tinampo